# 天宮院駅
天宮院駅（てんきゅういん-えき）は中華人民共和国北京市大興区に位置する北京地下鉄4号線の駅である。

## 駅構造
島式ホーム1面2線の地下駅。ホームドア設置駅。出口はA・B・C・Dの4箇所ある。7000平方メートルの広さの駐車場が併設されている。
のりば
| ■大興線 | 黄村駅・公益西橋・4号線安河橋北方面 |
| ■大興線 | 当駅到着                            |

## 駅周辺
- 天堂河医院

## 歴史
- 2010年12月30日 - 開業。

## 隣の駅
北京地下鉄
■大興線
生物医薬基地駅 - 天宮院駅